# Caselle Torinese
Caselle Torinese és un comune (municipi) de la ciutat metropolitana de Torí, a la regió italiana del Piemont, situat a uns 14 quilòmetres al nord-oest de Torí. A 1 de gener de 2019 la seva població era de 13.958 habitants.
Caselle Torinese limita amb els següents municipis: Borgaro Torinese, Leinì, Mappano, San Maurizio Canavese, Settimo Torinese, Venaria Reale i Robassomero.